# الظهرة السفلي (الظهار)

تعديل مصدري - تعديل

الظهرة السفلي  هي إحدى حارات حي الظهار بمدينة إب اليمنية، بلغ تعداد سكانها 5512 نسمة حسب تعداد اليمن لعام 2004.